# リオ・ダイアー
リオ・ダイアー（Rio Dyer、1999年12月21日 - ）は、ユナイテッド・ラグビー・チャンピオンシップドラゴンズに所属するラグビー選手。

## プロフィール
- ウェールズ・ニューポート出身[1]。
- ポジションはウィング(WTB)。
- 身長 186cm、体重 84kg
- U20ウェールズ代表に選ばれたことがある[2]。
- 7人制ウェールズ代表に選ばれたことがある。
- ウェールズ代表キャップは16（2024年2月現在）でラグビーワールドカップ2023のウェールズ代表に選ばれた[3]。

## 略歴
2017年、ドラゴンズに加入。